# Erigeron
Erigeron là một chi thực vật có hoa trong họ Cúc (Asteraceae).

## Loài
Chi Erigeron gồm các loài: